# مران كاروليني
المُران الكاروليني (باللاتينية: Fraxinus caroliniana) نوع نباتي ينتمي إلى جنس المُران من الفصيلة الزيتونية.
موطنه جنوب شرق الولايات المتحدة.